# Symfonie-Gedicht
Symfonie-Gedicht (Russisch: симфония-поэма, simfoniya-poema) is een compositie van Aram Chatsjatoerjan; het staat ook wel bekend als Symfonie nr. 3.

## Geschiedenis
Chatsjatoerjan schreef het in zijn hoogtijdagen. Hij had succes gekend met Symfonie nr. 2, ballet Gayaneh en Celloconcert. De componist koos bij de opening van dit werk echter voor een knallend en licht chaotisch begin; hij startte met een korte introductie door de strijkers gevolg door een fanfare door de extra vijftien trompettisten en slagwerk, waarna een virtuoze orgelpartij is te horen. Het begin is een unicum binnen de muziekwereld. De symfonie kent een ongelofelijke energie en spierballentaal met veel tempo-, maat- en ritmewisselingen (aldus ASV Records). Na verloop van tijd begint de C majeur enige klaarheid in de muziek te brengen; de toonsoort wordt bevestigd door de slotakkoorden (Zes maal een c).
De eerste uitvoering werd gegeven op 13 december 1947 door het Leningrad Philharmonisch Orkest onder leiding van Jevgeni Mravinski.
De frisse start kon Chatsjatoerjan niet vasthouden; hij zou al vrij snel getroffen worden door de Zjdanovdoctrine, zijn muziek zou te modern, excentriek en dissonant zijn voor de burgers van de Sovjet-Unie. En daarmee dolf deze symfonie het onderspit, ook al werd de componist in 1958 gerehabiliteerd. Toch kent dit werk in 2022 een vijftal opnamen, onder andere van pleitbezorgers van de muziek van Chatsjatoerjan Loris Tjeknavorian (opname ASV Records, Filharmonisch Orkest van Armenië, 1993) en Neeme Järvi (Chandos: BBC Philharmonic, opnamedatum jaren 90).
Chatsjatoerjan schreef de symfonie voor een symfonieorkest:
- 3 dwarsfluiten (III ook piccolo), 3 hobo's (III ook althobo), 2 klarinetten, 2 fagotten
- 4 hoorns, 3 trompetten, 3 trombones, 1 tuba
- pauken, percussie,  harp , piano
- violen, altviolen, celli, contrabassen
- aangevuld met pijporgel en 15 trompetten